# کایا
کایا یا سریکایا (مالایی: kaya or seri kaya; مین نان: 咖吔 ka-iā) نوعی پخشینه است که از نارگیل و شکر و تخم‌مرغ تولید شده و در آسیای جنوب شرقی مصرف می‌شود.
معمولاً روی تست مالیده شده و در صبح میل می‌شود ولی در همهٔ روز می‌تواند خورده شود.

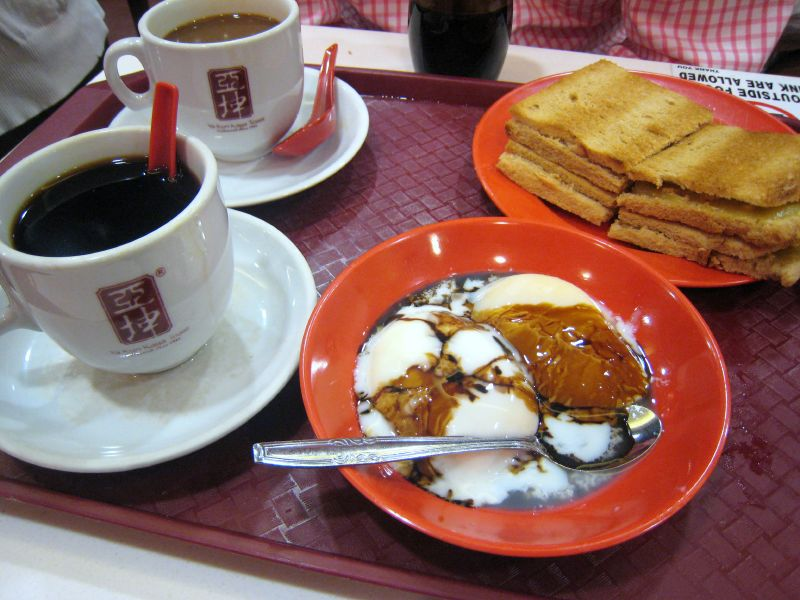
تست کایا به همراه قهوه و تخم مرغ

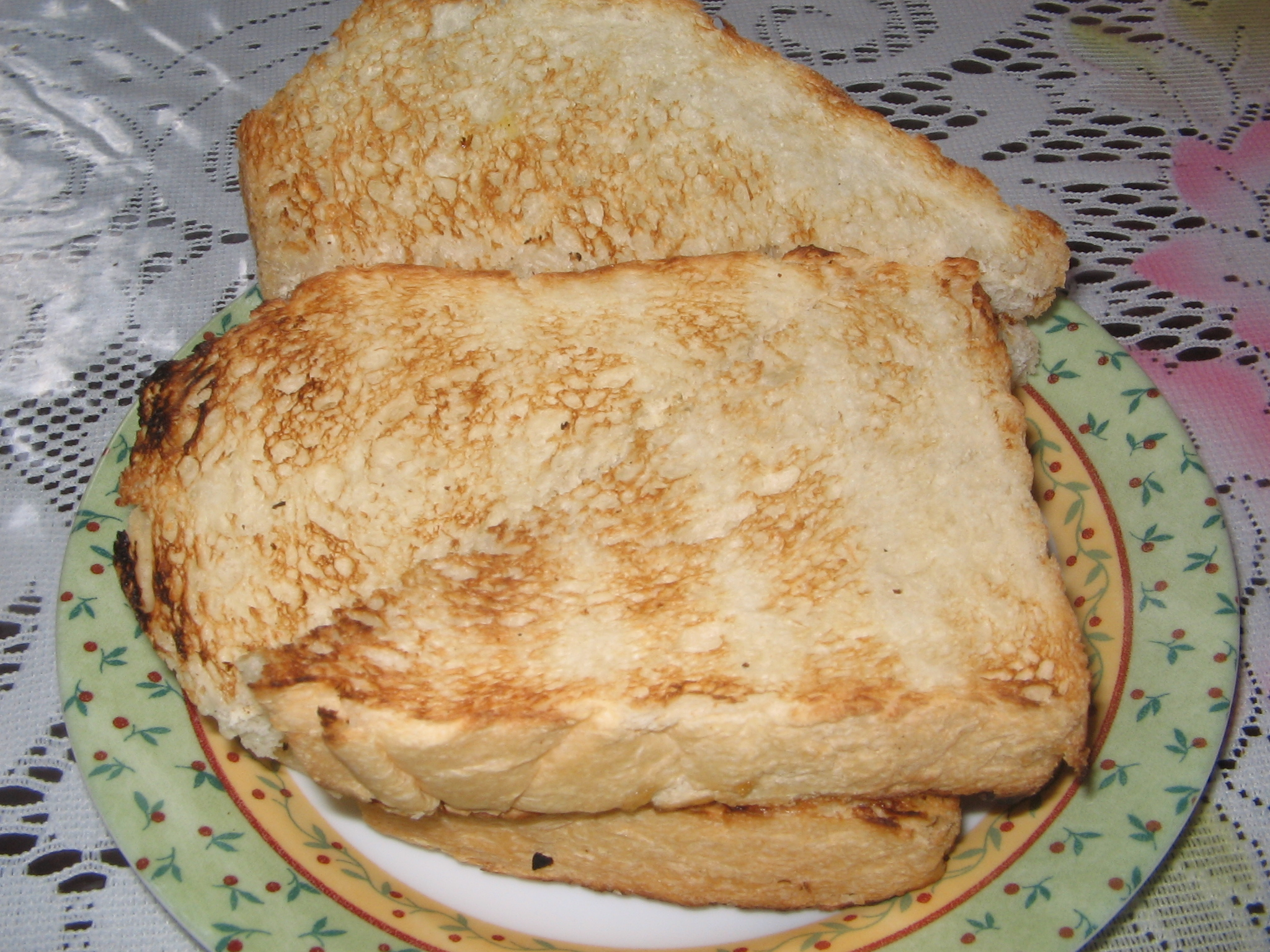
کایا لای نان